# Women's WorldTour Ronde van Drenthe 2021
Il Women's WorldTour Ronde van Drenthe 2021, quattordicesima edizione della corsa e valevole come diciottesima ed ultima prova dell'UCI Women's World Tour 2021 categoria 1.WWT, si svolse il 23 ottobre 2021 su un percorso di 159,1 km, con partenza da Assen e arrivo a Hoogeveen, nei Paesi Bassi. La vittoria fu appannaggio dell'olandese Lorena Wiebes, la quale completò il percorso in 4h07'34", alla media di 38,559 km/h, precedendo le italiane Elena Cecchini e Eleonora Gasparrini.
Sul traguardo di Hoogeveen 56 cicliste, su 75 partite dalla medesima località, portarono a termine la competizione.

## Squadre e corridori partecipanti
| N.    | Cod. | Squadra                |
| ----- | ---- | ---------------------- |
| 1-5   | ALE  | Alé BTC Ljubljana      |
| 11-16 | SDW  | Team SD Worx           |
| 31-36 | TFS  | Trek-Segafredo         |
| 42-46 | LIV  | Liv Racing             |
| 61-66 | CSR  | Canyon-SRAM Racing     |
| 71-76 | BEX  | Team BikeExchange      |
| 81-86 | DSM  | Team DSM               |
| 91-95 | JVW  | Jumbo-Visma Women Team |

| N.      | Cod. | Squadra                 |
| ------- | ---- | ----------------------- |
| 101-106 | VAL  | Valcar-Travel & Service |
| 111-116 | TIB  | Team Tibco-SVB          |
| 121-126 | PHV  | Parkhotel Valkenburg    |
| 131-136 | ASC  | Andy Schleck-CP NVST    |
| 151-156 | NXG  | NXTG Racing             |
| 161-166 | GKT  | GT Krush Tunap          |
| 171-176 | BDU  | Bizkaia Durango         |

## Ordine d'arrivo (Top 10)
| Pos. | Corridore           | Squadra   | Tempo    |
| ---- | ------------------- | --------- | -------- |
| 1    | Lorena Wiebes       | DSM       | 4h07'34" |
| 2    | Elena Cecchini      | SD Worx   | s.t.     |
| 3    | Eleonora Gasparrini | Valcar    | s.t.     |
| 4    | Elise Chabbey       | Canyon    | s.t.     |
| 5    | Floortje Mackaij    | DSM       | s.t.     |
| 6    | Pfeiffer Georgi     | DSM       | s.t.     |
| 7    | Franziska Koch      | DSM       | a 6"     |
| 8    | Susanne Andersen    | DSM       | a 1'15"  |
| 9    | Chiara Consonni     | Valcar    | s.t.     |
| 10   | Nina Kessler        | Tibco-SVB | s.t.     |